# 6 Hours of São Paulo 2012

Tor Autódromo José Carlos Pace

6 Hours of São Paulo 2012 – długodystansowy wyścig samochodowy, który odbył się 15 września 2012 roku. Był on piątą rundą sezonu 2012 serii FIA World Endurance Championship.

## Harmonogram
| Dzień                 | Godzina | Sesja                     |
| --------------------- | ------- | ------------------------- |
| Czwartek, 13 września | 11:00   | Pierwsza sesja treningowa |
| Czwartek, 13 września | 15:30   | Druga sesja treningowa    |
| Piątek, 14 września   | 9:45    | Trzecia sesja treningowa  |
| Piątek, 14 września   | 14:00   | Sesja kwalifikacyjna      |
| Sobota, 15 września   | 8:00    | Rozgrzewka                |
| Sobota, 15 września   | 12:00   | Wyścig                    |
| Źródło                |         |                           |

## Sesje treningowe
| Klasa          | Zespół                     | Samochód                 | Czas           | Okr.           |
| Sesja pierwsza | Sesja pierwsza             | Sesja pierwsza           | Sesja pierwsza | Sesja pierwsza |
| -------------- | -------------------------- | ------------------------ | -------------- | -------------- |
| LMP1           | #1 Audi Sport Team Joest   | Audi R18 e-tron quattro  | 1:24,370       | 51             |
| LMP2           | #44 Starworks Motorsport   | HPD ARX-03b–Honda        | 1:28,302       | 33             |
| LMGTE Pro      | #51 AF Corse               | Ferrari F458 Italia GT2  | 1:34,904       | 50             |
| LMGTE Am       | #61 AF Corse-Waltrip       | Ferrari F458 Italia GT2  | 1:36,003       | 41             |
| Sesja druga    |                            |                          |                |                |
| LMP1           | #7 Toyota Racing           | Toyota TS030 Hybrid      | 1:23,272       | 52             |
| LMP2           | #23 Signatech-Nissan       | Oreca 03–Nissan          | 1:27,815       | 48             |
| LMGTE Pro      | #97 Aston Martin Racing    | Aston Martin Vantage GTE | 1:34,001       | 38             |
| LMGTE Am       | #50 Larbre Compétition     | Chevrolet Corvette C6.R  | 1:34,841       | 46             |
| Sesja trzecia  |                            |                          |                |                |
| LMP1           | #1 Audi Sport Team Joest   | Audi R18 e-tron quattro  | 1:22,765       | 35             |
| LMP2           | #26 Signatech–Nissan       | Oreca 03–Nissan          | 1:26,815       | 36             |
| LMGTE Pro      | #77 Team Felbermayr-Proton | Porsche 911 RSR          | 1:33,764       | 34             |
| LMGTE Am       | #50 Larbre Compétition     | Chevrolet Corvette C6.R  | 1:34,462       | 31             |

## Kwalifikacje
Pole position w każdej kategorii oznaczone jest pogrubieniem.
| Poz.   | Klasa     | Zespół                      | Kierowca             | Czas     | Poz. s. |
| ------ | --------- | --------------------------- | -------------------- | -------- | ------- |
| 1      | LMP1      | #7 Toyota Racing            | Alexander Wurz       | 1:22,363 | 1       |
| 2      | LMP1      | #2 Audi Sport Team Joest    | Lucas Di Grassi      | 1:23,147 | 2       |
| 3      | LMP1      | #1 Audi Sport Team Joest    | André Lotterer       | 1:23,332 | 3       |
| 4      | LMP1      | #12 Rebellion Racing        | Neel Jani            | 1:23,962 | 4       |
| 5      | LMP1      | #21 Strakka Racing          | Danny Watts          | 1:24,089 | 5       |
| 6      | LMP1      | #13 Rebellion Racing        | Andrea Belicchi      | 1:24,179 | 6       |
| 7      | LMP1      | #22 JRM                     | Peter Dumbreck       | 1:24,320 | 7       |
| 8      | LMP2      | #44 Starworks Motorsport    | Stéphane Sarrazin    | 1:27,048 | 8       |
| 9      | LMP2      | #25 ADR-Delta               | John Martin          | 1:27,153 | 9       |
| 10     | LMP2      | #26 Signatech-Nissan        | Nelson Panciatici    | 1:27,167 | 10      |
| 11     | LMP2      | #35 OAK Racing              | Bertrand Baguette    | 1:27,275 | 11      |
| 12     | LMP2      | #32 Lotus                   | Vitantonio Liuzzi    | 1:27,338 | 12      |
| 13     | LMP2      | #23 Signatech-Nissan        | Franck Mailleux      | 1:27,452 | 13      |
| 14     | LMP2      | #41 Greaves Motorsport      | Elton Julian         | 1:27,769 | 14      |
| 15     | LMP2      | #24 OAK Racing              | Matthieu Lahaye      | 1:27,818 | 15      |
| 16     | LMP2      | #49 Pecom Racing            | Pierre Kaffer        | 1:27,968 | 16      |
| 17     | LMP2      | #31 Lotus                   | Thomas Holzer        | 1:28,958 | 17      |
| 18     | LMP2      | #29 Gulf Racing Middle East | Fabien Giroix        | 1:30,871 | 18      |
| 19     | LMGTE Pro | #97 Aston Martin Racing     | Darren Turner        | 1:33,855 | 19      |
| 20     | LMGTE Pro | #77 Team Felbermayr-Proton  | Marc Lieb            | 1:34,040 | 20      |
| 21     | LMGTE Pro | #51 AF Corse                | Giancarlo Fisichella | 1:34,203 | 21      |
| 22     | LMGTE Pro | #71 AF Corse                | Andrea Bertolini     | 1:34,733 | 22      |
| 23     | LMGTE Am  | #61 AF Corse-Waltrip        | Enrique Bernoldi     | 1:34,781 | 23      |
| 24     | LMGTE Am  | #57 Krohn Racing            | Michele Rugolo       | 1:35,401 | 24      |
| 25     | LMGTE Am  | #88 Team Felbermayr-Proton  | Paolo Ruberti        | 1:35,485 | 25      |
| 26     | LMGTE Am  | #50 Larbre Compétition      | Fernando Rees        | 1:35,485 | 26      |
| 27     | LMGTE Am  | #55 JWA-Avila               | Markus Palttala      | 1:36,800 | 27      |
| 28     | LMGTE Am  | #70 Larbre Compétition      | Pascal Gibon         | 1:38,792 | 28      |
| Źródła |           |                             |                      |          |         |

## Wyścig

### Wyniki
Minimum do bycia sklasyfikowanym (70 procent dystansu pokonanego przez zwycięzców wyścigu) wyniosło 172 okrążenia. Zwycięzcy klas są oznaczeni pogrubieniem.
| Poz.                   | Klasa     | Zespół                      | Kierowcy                                             | Samochód                                | Opony | Okr. |
| Poz.                   | Klasa     | Zespół                      | Kierowcy                                             | Silnik                                  | Opony | Okr. |
| ---------------------- | --------- | --------------------------- | ---------------------------------------------------- | --------------------------------------- | ----- | ---- |
| 1                      | LMP1      | #7 Toyota Racing            | Alexander Wurz Nicolas Lapierre                      | Toyota TS030 Hybrid                     | M     | 247  |
| 1                      | LMP1      | #7 Toyota Racing            | Alexander Wurz Nicolas Lapierre                      | Toyota 3.4 L V8 (Hybrid)                | M     | 247  |
| 2                      | LMP1      | #1 Audi Sport Team Joest    | André Lotterer Marcel Fässler Benoît Tréluyer        | Audi R18 e-tron quattro                 | M     | 247  |
| 2                      | LMP1      | #1 Audi Sport Team Joest    | André Lotterer Marcel Fässler Benoît Tréluyer        | Audi TDI 3.7 L Turbo V6 (Hybrid Diesel) | M     | 247  |
| 3                      | LMP1      | #2 Audi Sport Team Joest    | Allan McNish Tom Kristensen Lucas Di Grassi          | Audi R18 ultra                          | M     | 247  |
| 3                      | LMP1      | #2 Audi Sport Team Joest    | Allan McNish Tom Kristensen Lucas Di Grassi          | Audi TDI 3.7 L Turbo V6 (Diesel)        | M     | 247  |
| 4                      | LMP1      | #12 Rebellion Racing        | Nicolas Prost Neel Jani                              | Lola B12/60                             | M     | 242  |
| 4                      | LMP1      | #12 Rebellion Racing        | Nicolas Prost Neel Jani                              | Toyota RV8KLM 3.4 L V8                  | M     | 242  |
| 5                      | LMP1      | #21 Strakka Racing          | Nick Leventis Jonny Kane Danny Watts                 | HPD ARX-03a                             | M     | 240  |
| 5                      | LMP1      | #21 Strakka Racing          | Nick Leventis Jonny Kane Danny Watts                 | Honda LM-V8 3.4 L V8                    | M     | 240  |
| 6                      | LMP1      | #13 Rebellion Racing        | Andrea Belicchi Harold Primat                        | Lola B12/60                             | M     | 240  |
| 6                      | LMP1      | #13 Rebellion Racing        | Andrea Belicchi Harold Primat                        | Toyota RV8KLM 3.4 L V8                  | M     | 240  |
| 7                      | LMP2      | #44 Starworks Motorsport    | Ryan Dalziel Enzo Potolicchio Stéphane Sarrazin      | HPD ARX-03b                             | D     | 234  |
| 7                      | LMP2      | #44 Starworks Motorsport    | Ryan Dalziel Enzo Potolicchio Stéphane Sarrazin      | Honda HR28TT 2.8 L Turbo V6             | D     | 234  |
| 8                      | LMP2      | #49 Pecom Racing            | Luís Pérez Companc Nicolas Minassian Pierre Kaffer   | Oreca 03                                | D     | 231  |
| 8                      | LMP2      | #49 Pecom Racing            | Luís Pérez Companc Nicolas Minassian Pierre Kaffer   | Nissan VK45DE 4.5 L V8                  | D     | 231  |
| 9                      | LMP1      | #22 JRM                     | Peter Dumbreck David Brabham Karun Chandhok          | HPD ARX-03a                             | M     | 230  |
| 9                      | LMP1      | #22 JRM                     | Peter Dumbreck David Brabham Karun Chandhok          | Honda LM-V8 3.4 L V8                    | M     | 230  |
| 10                     | LMP2      | #24 OAK Racing              | Jacques Nicolet Olivier Pla Matthieu Lahaye          | Morgan LMP2                             | D     | 230  |
| 10                     | LMP2      | #24 OAK Racing              | Jacques Nicolet Olivier Pla Matthieu Lahaye          | Nissan VK45DE 4.5 L V8                  | D     | 230  |
| 11                     | LMP2      | #41 Greaves Motorsport      | Christian Zugel Roberto González Elton Julian        | Zytek Z11SN                             | D     | 229  |
| 11                     | LMP2      | #41 Greaves Motorsport      | Christian Zugel Roberto González Elton Julian        | Nissan VK45DE 4.5 L V8                  | D     | 229  |
| 12                     | LMP2      | #25 ADR-Delta               | John Martin Tor Graves Jan Charouz                   | Oreca 03                                | D     | 228  |
| 12                     | LMP2      | #25 ADR-Delta               | John Martin Tor Graves Jan Charouz                   | Nissan VK45DE 4.5 L V8                  | D     | 228  |
| 13                     | LMP2      | #32 Lotus                   | Kevin Weeda Vitantonio Liuzzi James Rossiter         | Lola B12/80                             | D     | 228  |
| 13                     | LMP2      | #32 Lotus                   | Kevin Weeda Vitantonio Liuzzi James Rossiter         | Lotus 3.6 L V8                          | D     | 228  |
| 14                     | LMP2      | #26 Signatech-Nissan        | Pierre Ragues Nelson Panciatici Roman Rusinow        | Oreca 03                                | D     | 227  |
| 14                     | LMP2      | #26 Signatech-Nissan        | Pierre Ragues Nelson Panciatici Roman Rusinow        | Nissan VK45DE 4.5 L V8                  | D     | 227  |
| 15                     | LMP2      | #31 Lotus                   | Thomas Holzer Mirco Schultis Luca Moro               | Lola B12/80                             | D     | 226  |
| 15                     | LMP2      | #31 Lotus                   | Thomas Holzer Mirco Schultis Luca Moro               | Lotus 3.6 L V8                          | D     | 226  |
| 16                     | LMGTE Pro | #51 AF Corse                | Giancarlo Fisichella Gianmaria Bruni                 | Ferrari 458 Italia GT2                  | M     | 221  |
| 16                     | LMGTE Pro | #51 AF Corse                | Giancarlo Fisichella Gianmaria Bruni                 | Ferrari 4.5 L V8                        | M     | 221  |
| 17                     | LMGTE Pro | #97 Aston Martin Racing     | Stefan Mücke Darren Turner                           | Aston Martin Vantage GTE                | M     | 220  |
| 17                     | LMGTE Pro | #97 Aston Martin Racing     | Stefan Mücke Darren Turner                           | Aston Martin 4.5 L V8                   | M     | 220  |
| 18                     | LMGTE Pro | #77 Team Felbermayr-Proton  | Marc Lieb Richard Lietz                              | Porsche 911 RSR                         | M     | 220  |
| 18                     | LMGTE Pro | #77 Team Felbermayr-Proton  | Marc Lieb Richard Lietz                              | Porsche 4.0 L Flat-6                    | M     | 220  |
| 19                     | LMGTE Pro | #71 AF Corse                | Andrea Bertolini Olivier Beretta                     | Ferrari 458 Italia GT2                  | M     | 219  |
| 19                     | LMGTE Pro | #71 AF Corse                | Andrea Bertolini Olivier Beretta                     | Ferrari 4.5 L V8                        | M     | 219  |
| 20                     | LMGTE Am  | #88 Team Felbermayr-Proton  | Christian Ried Gianluca Roda Paolo Ruberti           | Porsche 911 RSR                         | M     | 213  |
| 20                     | LMGTE Am  | #88 Team Felbermayr-Proton  | Christian Ried Gianluca Roda Paolo Ruberti           | Porsche 4.0 L Flat-6                    | M     | 213  |
| 21                     | LMGTE Am  | #70 Larbre Compétition      | Pascal Gibon Christophe Bourret Jean-Philippe Belloc | Chevrolet Corvette C6.R                 | M     | 211  |
| 21                     | LMGTE Am  | #70 Larbre Compétition      | Pascal Gibon Christophe Bourret Jean-Philippe Belloc | Chevrolet 5.5 L V8                      | M     | 211  |
| 22                     | LMGTE Am  | #61 AF Corse-Waltrip        | Francisco Longo Xandy Negrão Enrique Bernoldi        | Ferrari 458 Italia GT2                  | M     | 210  |
| 22                     | LMGTE Am  | #61 AF Corse-Waltrip        | Francisco Longo Xandy Negrão Enrique Bernoldi        | Ferrari 4.5 L V8                        | M     | 210  |
| 23                     | LMGTE Am  | #55 JWA-Avila               | Paul Daniels Joël Camathias Markus Palttala          | Porsche 911 RSR                         | P     | 195  |
| 23                     | LMGTE Am  | #55 JWA-Avila               | Paul Daniels Joël Camathias Markus Palttala          | Porsche 4.0 L Flat-6                    | P     | 195  |
| 24                     | LMP2      | #29 Gulf Racing Middle East | Fabien Giroix Keiko Ihara Jean-Denis Délétraz        | Lola B12/80                             | D     | 194  |
| 24                     | LMP2      | #29 Gulf Racing Middle East | Fabien Giroix Keiko Ihara Jean-Denis Délétraz        | Nissan VK45DE 4.5 L V8                  | D     | 194  |
| Niesklasyfikowani      |           |                             |                                                      |                                         |       |      |
|                        | LMP2      | #35 OAK Racing              | Bertrand Baguette Dominik Kraihamer Alex Brundle     | Morgan LMP2                             | D     | 164  |
| Nissan VK45DE 4.5 L V8 | LMP2      | #35 OAK Racing              | Bertrand Baguette Dominik Kraihamer Alex Brundle     |                                         | D     | 164  |
|                        | LMP2      | #23 Signatech-Nissan        | Franck Mailleux Jordan Tresson Olivier Lombard       | Oreca 03                                | D     | 96   |
| Nissan VK45DE 4.5 L V8 | LMP2      | #23 Signatech-Nissan        | Franck Mailleux Jordan Tresson Olivier Lombard       |                                         | D     | 96   |
|                        | LMGTE Am  | #57 Krohn Racing            | Tracy Krohn Niclas Jönsson Michele Rugolo            | Ferrari 458 Italia GT2                  | M     | 1    |
| Ferrari 4.5 L V8       | LMGTE Am  | #57 Krohn Racing            | Tracy Krohn Niclas Jönsson Michele Rugolo            |                                         | M     | 1    |
| Wykluczeni             |           |                             |                                                      |                                         |       |      |
| [ a ]                  | LMGTE Am  | #50 Larbre Compétition      | Patrick Bornhauser Julien Canal Fernando Rees        | Chevrolet Corvette C6.R                 | M     | 216  |
| [ a ]                  | LMGTE Am  | #50 Larbre Compétition      | Patrick Bornhauser Julien Canal Fernando Rees        | Chevrolet 5.5 L V8                      | M     | 216  |

### Statystyki

#### Najszybsze okrążenie
| Klasa     | Kierowca         | Zespół                   | Czas     | Okr. |
| --------- | ---------------- | ------------------------ | -------- | ---- |
| LMP1      | Lucas Di Grassi  | #2 Audi Sport Team Joest | 1:23,070 | 213  |
| LMP2      | Olivier Pla      | #24 OAK Racing           | 1:27,848 | 207  |
| LMGTE Pro | Gianmaria Bruni  | #51 AF Corse             | 1:34,390 | 190  |
| LMGTE Am  | Enrique Bernoldi | #61 AF Corse-Waltrip     | 1:35,852 | 170  |
| Źródło    |                  |                          |          |      |